# Rijeka Marsenića
Rijeka Marsenića (en serbe cyrillique : Ријека Марсенића) est un village du nord-est du Monténégro, dans la municipalité d'Andrijevica.

## Démographie

### Évolution historique de la population
| 1948 | 1953 | 1961 | 1971 | 1981 | 1991 | 2003 |
| ---- | ---- | ---- | ---- | ---- | ---- | ---- |
| 392  | 412  | 468  | 432  | 404  | 394  | 353  |